# ワイヤーフレーム
ワイヤーフレーム (wire frame) とは、3次元形状のモデリングやレンダリングの手法のひとつで、面を使わず頂点と線で表現した形状。針金で立体を作ったイメージ。

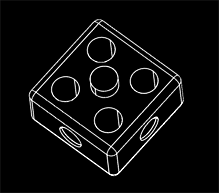
隠線消去されたワイヤーフレームモデル

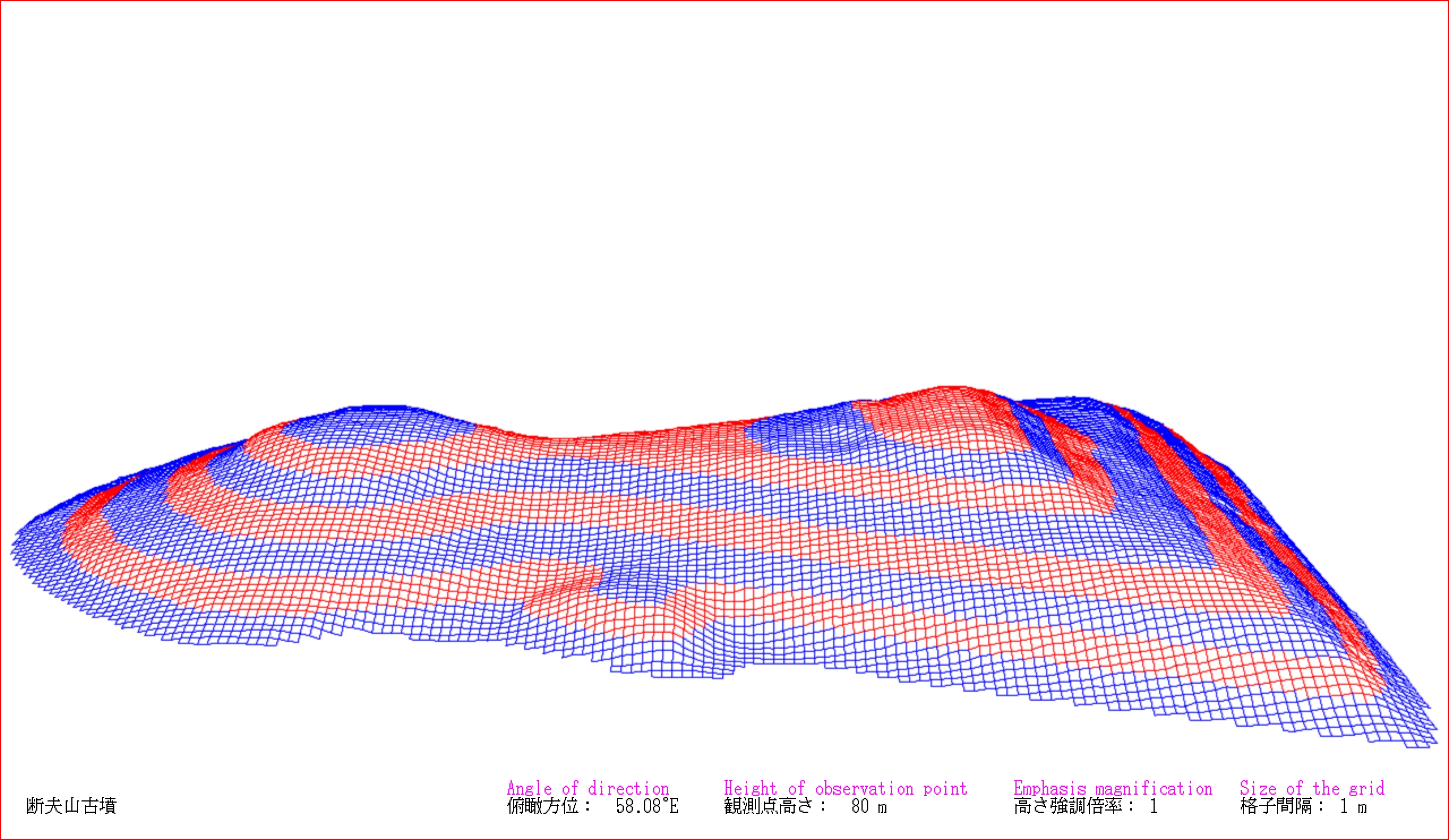
ワイヤーフレームで描いた斜め方向から見た前方後円墳、名古屋市断夫山古墳。隠線消去、透視投影

3DCG黎明期より、3次元モデルを2次元の描画面に投影する場合の最も基本的な手法がワイヤーフレームであった。その原理は極めて簡単で、3次元座標を持つ複数の点を一定の順序で結んでいくことで立体物を描画するものである。黎明期に使用されたのがなぜかと言えば、1960年代にそのようなグラフィックを描画する現実的な出力デバイスはプロッターだけだったからである。その次にはブラウン管をベクタースキャン方式で使用することにより、インタラクティブな画像も可能になった（ただしモノクロ）。Sketchpadのデモンストレーションの記録映像で、その時代のブラウン管上の（3Dではないが）グラフィックを見ることができる。
コンピュータの性能が向上する以前、リアルタイムにコンピュータグラフィックス（CG）を描画する場合、現実的なレンダリング手法はワイヤーフレームだけであった。その後ラスタースキャンディスプレイが普及すると共に、線分をピクセルに変換するアルゴリズムが考案され、さらに隠線消去も考案された、と考えるブラウン管世代の者もいるようだが、DDAによる線分描画も、隠線消去もプロッター時代に研究されており誤りである。
また、正確には、形状データにおける「ワイヤーフレームモデル」と、「ワイヤーフレームによるレンダリング」は区別されねばならない。形状データがポリゴンモデルやソリッドモデルであっても、レンダリングはワイヤーフレームという場合がある。一方で、ワイヤーフレームモデルから、たとえば面分としての情報が必要な隠面消去などは不可能である。
映画では『スター・ウォーズ』 (1978) において、反乱軍のブリーフィング場面でデス・スターへの突入シミュレーションに用いられたワイヤーフレーム映像は強く観客にアピールした。なお、全く同様の演出は、映画版『2001年宇宙の旅』において既出であり、『スター・ウォーズ』に関して特筆するならば、技術的に見ると『2001年～』のそれが実は手作業による計算・作画や針金製モデル撮影による疑似表現であったのに対して本物のCGであったことと、ヒット映画として「観客にアピールした」ことであろう。なお、『スター・ウォーズ』以後でも、当時はこの目的に十分なコンピュータはまだ高価であったことなどから、当時の先端であったCGという印象の映像であっても、実際にはコンピュータで描画していないものも多い（CG映画として有名な『トロン』（1982）でも、実際にはCG風の映像が全て本物のCGというわけではない）。
一時テレビCMで多用された方法として、3次元ワイヤーフレーム図形を1コマ分ずつプロッターで描き、それを製版用のリスフィルムに焼付け、さらに透過光で映画フィルムに焼き付けるというものがあった。手間はかかるが1本1本の描線にフレアー効果をかけることができ、いかにも最先端技術というインパクトがあって、自動車メーカーなどのCMに好まれて採用された。
ゲームでは、1980年前後にベクタースキャンによるワイヤーフレームを使った3Dゲームが多数現れ（詳細はベクタースキャンの記事を参照）、1980年代後半にはパソコンゲームにもワイヤーフレームを使った3Dゲームが登場した。1990年代にはポリゴンを使ったゲームに移行した。また過渡期には、あえてワイヤーフレームを採用することで、ゲームに3次元の自由度や高速な再描画間隔を与えた『スター・ウォーズ アタック・オン・ザ・デス・スター』や、ゲームボーイ用ゲーム『X』といった例もある。
現在でも、3DCG作成ソフト等でリアルタイム・インタラクティブなレンダリング結果など、ワイヤーフレームを利用した透視図がよく利用されている。